# Silene obtusifolia
Silene obtusifolia là loài thực vật có hoa thuộc họ Cẩm chướng. Loài này được Willd. miêu tả khoa học đầu tiên năm 1809.